# Otto Dessloch
Otto Dessloch (11 de junio de 1889 - 13 de mayo de 1977) fue un general alemán de la Luftwaffe durante la II Guerra Mundial. Fue condecorado con la Cruz de Caballero de la Cruz de Hierro con Hojas de Roble de la Alemania Nazi.

## Biografía
Dessloch nació en Bamberg, se incorporó al Ejército bávaro en 1910 y sirvió en la I Guerra Mundial. Después de la derrota alemana, se unió a las fuerzas derechistas del Freikorps de Franz von Epp, luchando contra la República Soviética Bávara. Desde 1921, sirvió como oficial de inteligencia en el Reichswehr alemán. En el curso del rearme alemán, asistió a la secreta escuela de pilotos de caza de Lipetsk en 1926-27. Dessloch tomó parte en la rápida reconstrucción de la Luftwaffe después de la toma del poder por los nazis en 1933, desde el 1 de diciembre de 1934 como comandante del Deutsche Verkehrsfliegerschule (escuela de entrenamiento de vuelo). Desde 1935 sirvió como comandante de dos alas de la Luftwaffe.
Durante la II Guerra Mundial comandó un cuerpo de la Luftflotte 2 desde el 3 de octubre de 1939 y fue nombrado mayor general y comandante de la 6.ª División de vuelo el 1 de enero. Proporcionó apoyo aéreo al Grupo de Ejércitos B de la Wehrmacht en la batalla de Francia de 1940 y desde 1941 comandó unidades de la Luftwaffe en el frente oriental. Promovido a General de Artillería Antiaérea el 1 de enero de 1942, sirvió como comandante del frente oriental meridional en las montañas del Cáucaso. El 11 de junio de 1943 Dessloch sucedió a Wolfram Freiherr von Richthofen como comandante en jefe de la Luftflotte 4 con el rango de Coronel General.
Cuando en el verano de 1944 el frente occidental colapsó, Dessloch fue nombrado comandante de la Luftflotte 3 por Hermann Göring para reemplazar al dimitido Hugo Sperrle. Después de la liberación de París por las fuerzas Aliadas, Dessloch comandó una unidad aérea que, en represalia, bombardeó la ciudad destruyendo objetivos civiles y matando a 200 civiles franceses en septiembre de 1944. El ataque fue llevado a cabo por orden personal de Hitler. Desde septiembre sirvió de nuevo como comandante de la Luftflotte 4 hasta que sucedió a Robert Ritter von Greim como jefe de la Luftflotte 6 durante los últimos días de la guerra. Dessloch fue internado por los Aliados hasta 1948.
Murió en Múnich en 1977.

## Condecoraciones
- Cruz de Hierro (1914) 2ª Clase (20 de agosto de 1914) & 1ª Clase (21 de septiembre de 1915)[2]
- Orden al Mérito Militar Bávara 4ª Clase con Espadas (19 de abril de 1915) & 4ª Clase con Corona y Espadas (9 de noviembre de 1917)[2]
- Copa de Honor de la Luftwaffe
- Medalla de Herido (1914) en Negro (15 de mayo de 1918)[2]
- Broche de la Cruz de Hierro (1939) 2ª Clase (13 de mayo de 1940) & 1ª Clase (24 de mayo de 1940)[2]
- Cruz de Caballero de la Cruz de Hierro con Hojas de Roble
  - 74.ª Cruz de Caballero el 24 de junio de 1940 como Generalmajor y comandante general del II. Flak-Korps[3]
  - 470ª Hojas de Roble el 10 de mayo de 1944 como Generaloberst y comandante en jefe de la Luftflotte 4[4]